# Тхада Сомбун-Уан
Тхада Сомбун-Уан (англ. Thada Somboon-uan; тайск. ธาดา สมบูรณ์อ้วน; род. 3 ноября 2000) — тайский тяжелоатлет, выступающий в весовой категории до 55 кг. Серебряный призёр чемпионата мира 2021 года. 

## Карьера
В 2018 году на чемпионате мира в Ашхабаде, в категории до 55 кг, тайский атлет по итогам соревнований занял 9 место с результатом 224 кг по сумме двух упражнений. 
На чемпионате мира 2021 года, который состоялся в Ташкенте, Тхада стал вторым в соревнованиях тяжёлоатлетов в весовой категории до 55 кг. Его результат по сумме двух упражнений составил 256 кг. Примечательно, что и в рывке и в толчке он занял только четвёртое место.  
В Саудовской Аравии, где состоялся Чемпионат мира по тяжёлой атлетике 2023 года, тайский спортсмен в категории до 55 кг завоевал малую бронзовую медаль чемпионата мира в рывке с результатом 116 кг. По итогам двух упражнений он занял пятое место с результатом 252 кг.

## Спортивные результаты
| Год  | Соревнование   | Место проведения | Весовая категория | Рывок  | Толчок | Сумма двоеборья | Место |
| 2018 | Чемпионат мира | Ашгабад          | до 55 кг          | 101 кг | 123 кг | 224 кг          | 9     |
| 2021 | Чемпионат мира | Ташкент          | до 55 кг          | 115 кг | 141 кг | 256 кг          | 2     |
| 2023 | Чемпионат мира | Эр-Рияд          | до 55 кг          | 116 кг | 136 кг | 252 кг          | 5     |